# آی‌فیلم
آی‌فیلم، یک شبکهٔ تلویزیونی ایرانی وابسته به معاونت برون‌مرزی سازمان صداوسیمای جمهوری اسلامی ایران است که شامل چهار کانال فارسی، عربی، انگلیسی و آی‌فیلم ۲ است. این شبکه با مدیریت «سعید انبارلویی» در ۱۸ شهریور ۱۳۸۹ (۹ سپتامبر ۲۰۱۰)، مصادف با عید فطر، آغاز به کار کرد. با تغییر هویت بصری، پخش برنامه‌های شبکه با فرمت اچ‌دی و کدک اچ‌ای‌وی‌سی از گیرنده‌های زمینی و ماهواره‌ای از ۹ آذر ۱۳۹۹، آغاز شد.
هدف اصلی این شبکه، پخش فیلم‌ها و سریال‌های ایرانی برای جهان در تمام طول ساعات شبانه‌روز می‌باشد؛ با این حال شبکهٔ انگلیسی برای داخل ایران پخش نمی‌شود و علت آن عقیدهٔ سیما برای پاسداری از زبان فارسی است. رویدادهای تاریخی، مشاهیر از موضوعاتی است که قرار است در این شبکه مطرح شوند.
پیش‌بینی می‌شود که این شبکه، یکی از شبکه‌های پرطرفدار جهان عرب شود. این شبکه در بسیاری از کشورهای عربی دفتر دارد. برنامه‌های تهیه شده در این شبکه توسط دوبلورهای کشورهای سوریه، لبنان و امارات متحده عربی به زبان عربی برگردانده می‌شوند.
از سال ۱۴۰۱، مرتضی شمسی، مدیریت آی‌فیلم را بر عهده دارد.
لوگو و گرافیک شبکه آی فیلم  در تاریخ ۱۲ دی ۱۳۹۴ ساعت ۱۶:۰۰ تغییر کرد

## آغاز به کار
کانال عربی این شبکه با حضور سید عزت‌الله ضرغامی، رئیس سازمان صداوسیما، سید محمد حسینی، وزیر فرهنگ و ارشاد اسلامی و محمد سرافراز، معاون برون‌مرزی سازمان صداوسیما، و نیز با حضور سفیر فلسطین در ایران و جمعی از مدیران معاونت برون‌مرزی سازمان صدا و سیما، با تلاوت سوره کوثر در شب عید فطر ۱۳۸۹، آغاز به کار کرد.
در اوایل سال ۱۳۹۰، کانال اول فارسی شبکه آی فیلم ویژه ایرانیان با شعار «آی فیلم دوست خانواده تو» در سیستم دیجیتال زمینی به صورت سراسری کار خود را آغاز کرد و در اسفند ۱۳۹۱، کانال انگلیسی شبکه آی فیلم با شعار «یک تجربه جدید خانوادگی» فعالیت خود را آغاز کرد. در اواخر اسفند ۱۳۹۶ نیز کانال دوم فارسی این شبکه ویژه فارسی زبانان جهان به ویژه افغانستان و تاجیکستان فعالیت خود را آغاز کرد.

## برنامه‌های تولیدی
- یادآوری (سریال تلویزیونی)
- آخرین ایست بازرسی (سریال تلویزیونی)
- قاب خاطره (سریال تلویزیونی)
- ملکاوان (سریال تلویزیونی)
- گیل دخت (سریال تلویزیونی)
- گپ (برنامه تلویزیونی)
- خارج از کادر (گفتگو با هنرمندان)
- شما و آی فیلم (برنامه تعاملی با مخاطبان)
- پشت صحنه (پشت صحنه فیلم، سریال و تئاتر)
- کافه فیلم (نقد فیلم‌هایی که از شبکه آی فیلم پخش می‌شوند)
- سینما آی فیلم (نگاهی به وقایع سینمای ایران و فروش فیلم‌های در حال اکران)
- آی فیلمی‌ها (گفتگو با بازیگران سینما و تلویزیون)
- مسابقه نما به نما (مسابقه زنده تلویزیونی با محوریت فرهنگ و هنر)
- رباعی سینما (پخش فیلم‌های کوتاه با حضور کارگردانان آن)
- جلوه‌های سینمایی (نگاهی به جلوه‌های میدانی و بصری در سینمای ایران)
- تاریخ و سینما (نگاهی به فیلم‌های ساخته شده در سینمای جهان دربارهٔ تاریخ ایران با اجرای خسرو معتضد)
- طنزنما (بخشی طنز از سریال)
- فیلم نما (بخشی از فیلم یا سریال)
- سینمای کوتاه
- کاربلد
- آنچه گذشت
- نابازیگر

## آی‌فیلم ۲
آی‌فیلم ۲، یک شبکهٔ ایرانی است که فیلم و سریال‌های ایرانی را به فارسی و گویش افغانستانی پخش می‌کند. این شبکه در روز شنبه ۲۶ اسفند ۱۳۹۶ آغاز به کار کرده‌است که به عنوان نماد اشتراکات فرهنگی و آیینی ملل ایران، افغانستان و تاجیکستان شناخته می‌شود. مدیریت این شبکه بر عهده ناصر حجازی‌فر است.
فیلم و مجموعه‌های تلویزیونی «سریال» و ویژه برنامه‌هایی مانند موسیقی و ایران‌شناسی به صورت ۲۴ ساعته از این کانال پخش می‌شود.
گفتنی است، شبکه آی‌فیلم ۲، یکی از چهار کانال زیر مجموعه شبکه آی‌فیلم می‌باشد که دیگر رسانه‌های آن به زبان‌های انگلیسی، عربی و فارسی پخش برنامه دارند.

## مشخصات دریافت

### آی فیلم
اینتلست ۳۹ - ۱۱۵۵۵ عمودی سیمبل ریت ۳۰۰۰۰
بدر/عربست - ۱۱۸۸۱ افقی سیمبل ریت ۲۷۵۰۰
بدر/عربست - ۱۲۲۶۵ افقی سیمبل ریت ۳۰۰۰۰
بدر/عربست - ۱۲۲۸۴ عمودی سیمبل ریت ۳۰۰۰۰

### آی فیلم انگلیسی
بدر/عربست - ۱۲۲۸۴ عمودی سیمبل ریت ۳۰۰۰۰
ترکمنعالم - ۱۲۳۹۹ افقی سیمبل ریت ۱۸۳۰۰

### آی‌فیلم عربی
بدر/عربست - ۱۲۲۸۴ عمودی سیمبل ریت ۳۰۰۰۰
ترکمنعالم - ۱۲۳۹۹ افقی سیمبل ریت ۱۸۳۰۰

### آی‌فیلم ۲
بدر/عربست - ۱۲۲۸۴ عمودی سیمبل ریت ۳۰۰۰۰
ترکمنعالم - ۱۱۲۰۴ افقی سیمبل ریت ۲۵۰۰

## آی‌فیلم انگلیسی
آی‌فیلم انگلیسی، یکی از کانال‌های زیرمجموعهٔ شبکهٔ آی‌فیلم است که فیلم و سریال‌های ایرانی را به زبان انگلیسی پخش می‌کند. این شبکه در روز سه‌شنبه ۲۲ اسفند ۱۳۹۱ آغاز به کار کرد.
هدف این شبکه دوبلهٔ حرفه‌ای فیلم‌ها و سریال‌های ایرانی به زبان انگلیسی با هدف شناساندن فرهنگ، تمدن و تاریخ ایران زمین به مردم سایر نقاط دنیا می‌باشد. و مخاطبان از طریق ۴ ماهواره هات‌برد، آپتوس (پوشش منطقه‌ای استرالیا)، نایل‌ست (پوشش منطقه‌ای خاورمیانه) و اینتل‌ست (پوشش منطقه‌ای اروپا و آفریقا) شبکه آی‌فیلم را دریافت می‌کنند.

## نشان‌واره‌ها

اولین نشان (۱۳۸۹-۱۳۹۴)
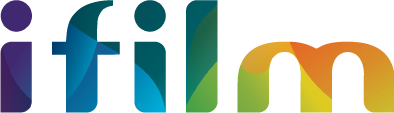
دومین نشان (۱۳۹۴-اکنون)